# شن یانفی
شن یانفی (انگلیسی: Shen Yanfei؛ زادهٔ ۲۴ دسامبر ۱۹۷۹) یک بازیکن تنیس روی میز اهل اسپانیا است.
وی در مسابقات کشوری و بین‌المللی در مجموع برنده ۱ مدال طلا، ۲ مدال برنز شده‌است.